# Премия «Сезар» лучшему продюсеру

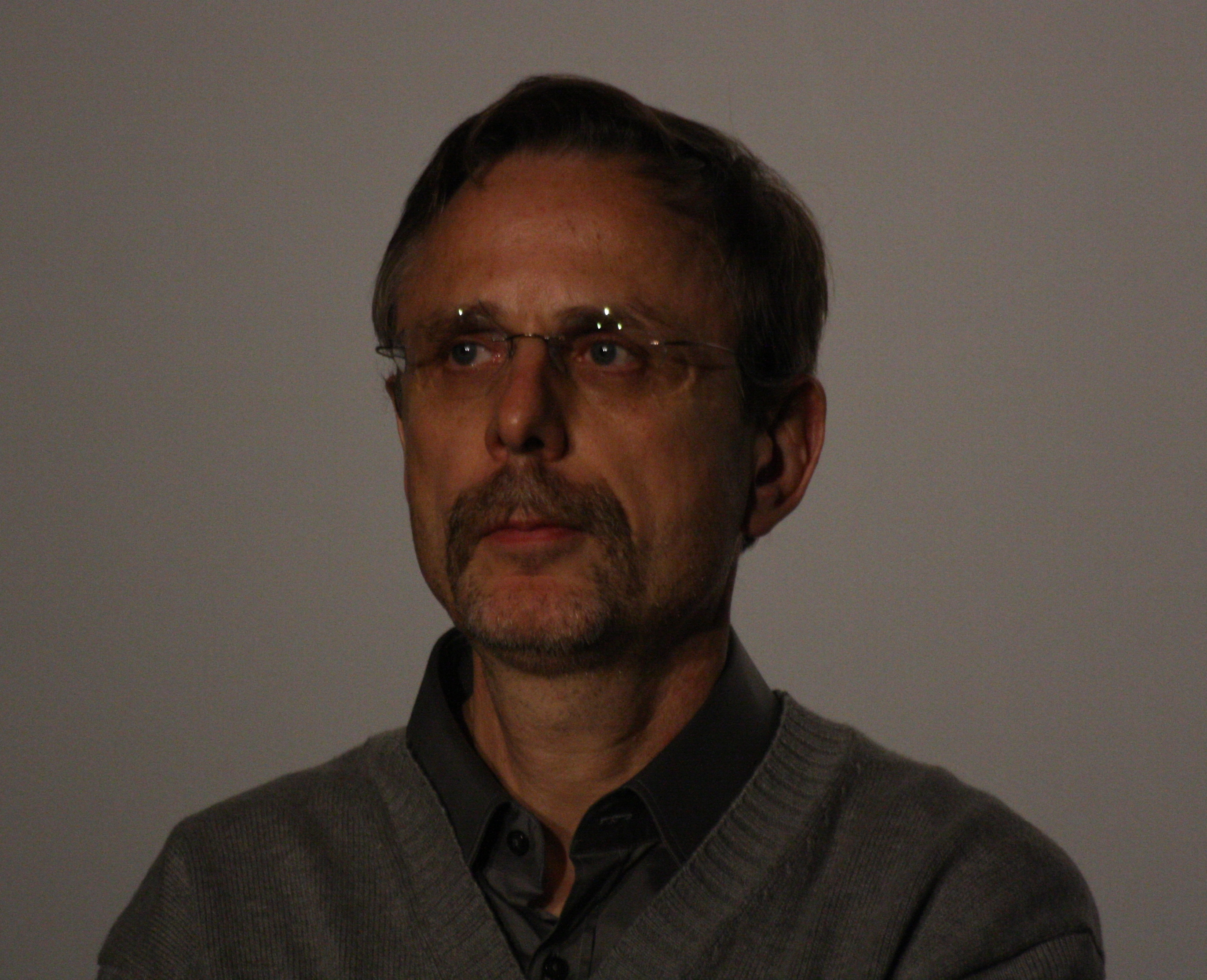
Кристоф Россиньон — первый лауреат премии

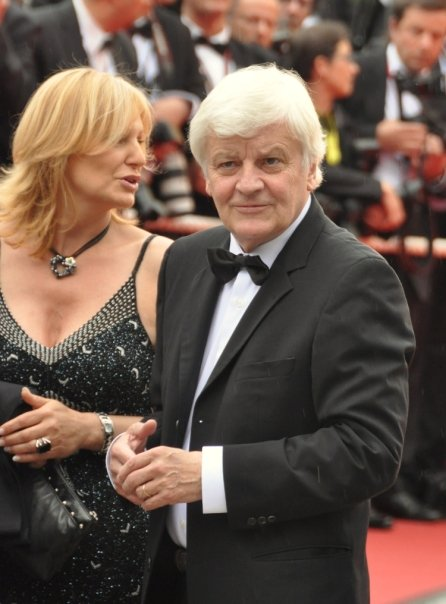
Жак Перрен — второй лауреат премии

Премия «Сезар» лучшему продюсеру (фр. César de la meilleure producteur) за свою историю была вручена дважды: в 1996 и 1997 годах. В 2008 году премия была заменена на Приз имени Даниэля Тоскана дю Плантье.
Церемония вручения наград проходит ежегодно в феврале (ранее награждения также проходили в январе, марте и апреле) в парижском театре «Шатле» (с 2002 года).

## Лауреаты и номинанты
Курсивом приведены названия фильмов на оригинальном языке 
 Указаны годы проведения церемоний награждения, а ссылки по годам ведут на год в кинематографе, когда фильмы вышли на экраны

### 1990-е
| Год  | Победитель        | Фильм                                            | Номинанты    | Фильмы                                                                                  |  |  |  |
| 1996 | Кристоф Россиньон | «Ненависть» La Haine                             | Клод Берри   | «Проклятый газон» / Gazon Maudit                                                        |  |  |  |
| 1996 | Кристоф Россиньон | «Ненависть» La Haine                             | Ален Сард    | «Нелли и господин Арно» / Nelly et Monsieur Arnaud                                      |  |  |  |
| 1996 | Кристоф Россиньон | «Ненависть» La Haine                             | Чарльз Гассо | «Любовь в лугах» / Le Bonheur est dans le pré                                           |  |  |  |
| 1996 | Кристоф Россиньон | «Ненависть» La Haine                             | Ален Терзян  | «Между ангелом и бесом» / Les Anges gardiens                                            |  |  |  |
|      |                   |                                                  |              |                                                                                         |  |  |  |
| 1997 | Жак Перрен        | «Микрокосмос» Microcosmos : Le Peuple de l’herbe | Умбер Балсан | «Пойдёт ли снег на Рождество?» / Y aura-t-il de la neige à Noël ?                       |  |  |  |
| 1997 | Жак Перрен        | «Микрокосмос» Microcosmos : Le Peuple de l’herbe | Чарльз Гассо | «Бомарше» / Beaumarchais, l’insolent                                                    |  |  |  |
| 1997 | Жак Перрен        | «Микрокосмос» Microcosmos : Le Peuple de l’herbe | Ален Сард    | «Мужчина моей жизни» / Mon homme «Капитан Конан» / Capitaine Conan «Воры» / Les Voleurs |  |  |  |